# Baycurrent Classic

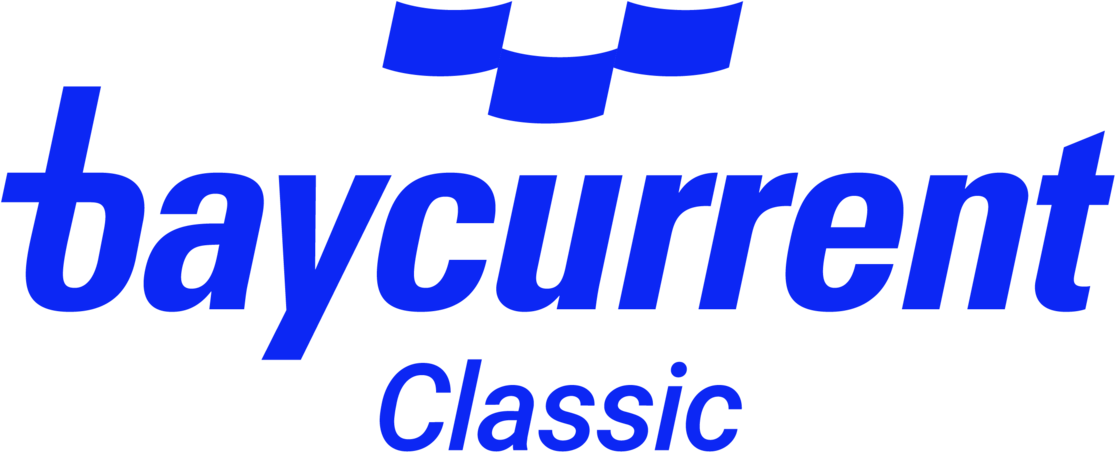
大会公式ロゴ

ベイカレントクラシックは、ベイカレントが主催し、米国PGAツアーと日本ゴルフツアー機構（JGTO）の共同主管で開催されているゴルフ大会。2024年まではZOZO CHAMPIONSHIPとして開催されていた。

## 概要
2018年11月20日、東京・帝国ホテルで記者会見が開かれ、ZOZO社長（当時）前澤友作、JGTO会長青木功、そして松山英樹らが出席して本大会の開催の発表が行われた。
2019年は、賞金総額975万米ドル（約11億円）、優勝賞金175万米ドル（約2億円）で施行されるが、日本人選手が優勝した場合にこの大会だけで賞金王になる懸念があることから、日本ツアーへの賞金ランキング加算額は50%に減額されることになった。その後、2019年12月24日にJGTOの賞金ランキング加算競技の対象から外すことが発表された。なおPGAツアーとの共催は継続する。
2019年の第1回大会はアコーディア・ゴルフ習志野カントリークラブ（千葉県印西市）で、10月24日より4日間競技として開催される予定であったが、10月25日に行われる予定の2日目が大雨の影響によりスタート前に中止が決定。更にコースの多数の箇所が水没したため翌26日については観客の安全を考慮して終日無観客試合として開催。PGAの規定により、全72ホールでの競技成立をしなければならないため、日程も1日順延され、予備日の28日に最終日が実施された。
2018年まで同時期に開催されていたブリヂストンオープンゴルフトーナメント（千葉市緑区 ・袖ヶ浦カンツリークラブ袖ヶ浦コース）は開催時期を10月第2週に変更し、2019年は10月10日から13日まで開催される。
2019年4月24日には、2019年のマスターズ・トーナメントを14年ぶりに制したタイガー・ウッズ（米国）が、2006年の『ダンロップフェニックストーナメント』以来13年ぶりに日本で行われる大会でプレーすることを自身のTwitterにて発表した。
2020年は新型コロナウイルスによる渡航制限を受けて、開催地をアメリカ・カリフォルニア州のシャーウッドカントリークラブに変更して開催された。
2021年は2年ぶりに日本での開催となった（習志野カントリークラブで開催）。
2024年をもってZOZOとの契約満了、2025年からベイカレントがスポンサーに。また、前澤は新たにJGTOツアー・『前澤杯』を企画し、同じく2025年に開催する。

## 参加資格
- 以下は2025年の参加資格である[17]。
  - 2025 PGA TOUR フェデックスランキング上位60名
  - 日本ゴルフツアー機構（JGTO)9名
  - スポンサー推薦枠
    - PGA TOUR選手4名
    - JGTO選手4名
    - アマチュア1名（Hideki Matsuyama Amateur Challenge Presented by LEXUS優勝者1名）

　　　　合計78名
※本大会では予選カットは行わず、出場選手全員が4日間プレーする。

## 歴代優勝者
| 開催年 | ツアー    | 優勝者                 | スコア                 | 差        | 2位（タイ）                                     | 総額 ($)   | 優勝賞金 ($) | 開催コース                                 |
| ------ | --------- | ---------------------- | ---------------------- | --------- | ----------------------------------------------- | ---------- | ------------ | ------------------------------------------ |
| 2025   |           | 不明の旗               |                        |           | 不明の旗                                        | 8,000,000  |              | 横浜カントリークラブ                       |
| 2024   | JPN, PGAT | Nico Echavarría        | -20（260）             | 1 stroke  | Max Greyserman Justin Thomas                    | 8,500,000  | 1,530,000    | 習志野カントリークラブ （千葉県印西市）    |
| 2023   | JPN,PGAT  | コリン・モリカワ       | −14（266）             | 6 strokes | Eric Cole Beau Hossler                          | 8,500,000  | 1,530,000    | 習志野カントリークラブ （千葉県印西市）    |
| 2022   | JPN, PGAT | キーガン・ブラッドリー | −15（265）             | 1打差     | リッキー・ファウラー アンドリュー・パットナム   | 11,000,000 | 1,980,000    | 習志野カントリークラブ （千葉県印西市）    |
| 2021   | JPN, PGAT | 松山英樹               | −15（64-68-68-65=265） | 5打差     | ブレンダン・スティール キャメロン・トリンガーリ | 9,950,000  | 1,791,000    | 習志野カントリークラブ （千葉県印西市）    |
| 2020   | PGAT      | パトリック・カントレー | −23（67-65-68-65=265） | 1打差     | ジョン・ラーム ジャスティン・トーマス           | 8,000,000  | 1,440,000    | Sherwood Country Club （California, U.S.） |
| 2019   | PGAT, JPN | タイガー・ウッズ       | −19（64-64-66-67=261） | 3打差     | 松山英樹                                        | 9,750,000  | 1,755,000    | 習志野カントリークラブ                     |

1. ↑  PGAT – PGAツアー; JPN – 日本ゴルフツアー
2. ↑  日本ゴルフツアーの公認大会であるが、2020年以降は賞金ランキングには反映されない大会となっている。
3. ↑  2021年の大会は日本ゴルフツアー公認だったが、賞金大会としては非公式だった。
4. ↑  COVID-19によりアメリカでの開催となり、PGAツアー単独での開催となった。[18]

## テレビ放送

### 日本

#### 例年
テレビ放送はテレビ朝日とゴルフネットワークが担当。テレビ朝日に関してはテレ朝チャンネル2（CS放送）とBS朝日、テレビ朝日系列（地上波）の3波によるリレー中継で4日間計30時間以上の放送を行った。
- なお、前述の経緯から2019年大会は10月28日（月曜日）にも開催したため、BS朝日並びに地上波では『グッド!モーニング』[27]と『羽鳥慎一モーニングショー』に内包する形で生中継した[28][29]。

インターネット放送ではゴルフネットワークプラス並びにU-NEXTにて全ラウンドのライブ配信を行った。

#### 2020年大会
テレビ放送はNHK BS1とゴルフネットワークにて生中継。BS朝日でも大会終了後にダイジェスト版を放送。
インターネット放送はGOLFTV（ワーナー・ブラザース・ディスカバリー系列）にて全ラウンドのライブ配信を行った。